# Борна Соса
Борна Соса (хорв. Borna Sosa, нар. 21 січня 1998, Загреб, Хорватія) — хорватський футболіст, фланговий захисник амстердамського «Аякса» і збірної Хорватії. На умовах оренди грає за «Торіно».

## Ігрова кар'єра

### Клубна
Борна Соса народився у столиці Хорватії — місті Загреб. Є вихованцем столичного «Динамо». Починав грати у молодіжному складі, а у березні 2015 року Соса дебютував на дорослому рівні.
Влітку 2018 року Соса перейшов до німецького «Штутгарта», підписавши з клубом контракт до літа 2023 року. Та восени 2020 футболіст продовжив дію контракту до 2025 року.

### Збірна
У складі юнацької збірної Хорватії (U-17) Соса брав участь у кваліфікаційних матчах чемпіонату Європи 2014 року, що проходив на Мальті. За рік Соса грав на юнацькому чемпіонаті світу у Чилі, де юнацька збірна Хорватії дійшла до 1/4 фіналу, поступившись лише майбутнім фіналістам — малійцям. Борна Соса на тому турнірі зіграв у всіх матчах своєї команди.
У 2018 році Борна Соса був у розширеному списку національної збірної Хорватії на Чемпіонат світу 2018 у Росії.

## Титули і досягнення
- Чемпіон Хорватії: 2014/15
- Володар Суперкубка Англії: 2025

Збірні
- Бронзовий призер чемпіонату світу: 2022